# Duitse emigranten in Nederland vanaf 1933
Duitse emigranten in Nederland vanaf 1933 zijn Duitsers die naar Nederland zijn geëmigreerd vanwege de politieke overwinning van Adolf Hitler. Op 30 januari 1933 werd hij rijkskanselier van Duitsland. Hij krijgt dan de kans zijn ideeën uit Mein Kampf uit te voeren. Na de Rijksdagbrand op 27 februari 1933 worden de belangrijkste burgerrechten opgeschort. Speciale verordeningen traden in werking die het de Joodse bevolking in Duitsland onmogelijk moesten maken de belangrijkste beroepen uit te oefenen. Door deze maatregelen en de boycot vanaf 7 april 1933 van Joden in allerlei beroepen, verlaten tienduizenden Joden Duitsland. In 1933 emigreren 51.000 personen, waarvan er 4.000 naar Nederland kwamen. Ook niet-Joodse Duitse communisten, socialisten en aanhangers van andere ideologieën moesten de wijk nemen naar het buitenland.

## Schrijvers

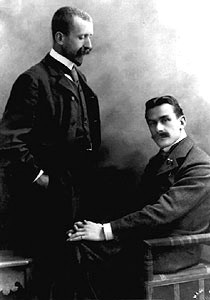
Heinrich en Thomas Mann

Tussen 1933 en 1939 ontstonden centra van uitgeweken Duitse schrijvers in onder andere Parijs, Amsterdam, Stockholm, Zürich, Praag, Moskou, New York en Mexico, waar onder vaak moeilijke omstandigheden uitgeverijen werden opgezet. Bekende uitgeverijen in Nederland voor emigrantenliteratuur waren Querido Verlag (waarvoor Fritz Landshoff verantwoordelijk was voor de uitgaven) en Verlag Allert de Lange (met Walter Landauer als chef van de Duitstalige afdeling) in Amsterdam en Oprecht in Zürich. Landshoff en Landauer waren ook immigranten in Nederland.
Tot de bekendste exilschrijvers behoren Bertolt Brecht, Alfred Döblin, Lion Feuchtwanger, Bruno Frank, Oskar Maria Graf, Heinrich Eduard Jacob, Hermann Kesten, Annette Kolb, Emil Ludwig, Heinrich Mann, Klaus Mann, Thomas Mann, Ludwig Marcuse, Robert Neumann, Erich Maria Remarque, Ludwig Renn, Joseph Roth, Felix Salten, Anna Seghers, B. Traven, Franz Werfel, Max Brod en Arnold Zweig. Enkele van de hier genoemde personen emigreerden naar Nederland. De schrijvers Ernst Toller, Kurt Tucholsky, Stefan Zweig en Klaus Mann pleegden zelfmoord na hun emigratie.

## Kunstenaars
Talrijke kunstenaars zijn na 1933 door het naziregime uit Duitsland - veelal uit Berlijn - verdreven en hebben hun toevlucht in Nederland gezocht. De meesten kozen Amsterdam als hun tijdelijke woonplaats. Een kleine groep – Gerd Arntz, Max Beckmann, Heinrich Campendonk, Herbert Fiedler, Theo Ortmann, Hajo Rose, Otto Treumann, Friedrich Vordemberge-Gildewart en het echtpaar Wildenhain – behoren bij diegenen die na 1933 naar Nederland uitweken.
Een van de redenen van hun emigratie was de opening van de tentoonstelling Entartete Kunst te München in juli 1937, toen door een rede van Hitler duidelijk werd dat alle uitingen van beeldende kunst volkomen ondergeschikt werden gemaakt aan het Herrschaftkalkül van partij en regering.
De eerste symptomen van deze Kulturpolitik waren zichtbaar in het voorjaar van 1933 door de sluiting van het Bauhaus in Berlijn en het ontslag van drie vooraanstaande beeldende kunstenaars uit hun ambt als docent aan de Akademie in Düsseldorf. Heinrich Campendonk, Paul Klee en Ewald Mataré van de Akademie werden in 1933 op staande voet ontslagen. Van het Bauhaus kwamen in 1933 Frans Wildenhain en zijn echtgenote Marguérite Wildenhain-Friedländer, die als jodin alle reden had tot een vlucht uit nazi-Duitsland, naar Nederland. Beiden waren aan het Bauhaus in Weimar tot pottenbakker opgeleid.

## Filmmedewerkers
Ook een aantal Joodse medewerkers van de Duitse filmindustrie kwamen naar Nederland. Zo kwamen in de periode 1933-1940 diverse Nederlandse speelfilms met een Duitse regisseur en staf tot stand.
De film Bleeke Bet is een Jordaan-komedie met liedjes die werd geregisseerd door Richard Oswald. Oswald was een Oostenrijkse Berlijner, zijn echte naam was Ornstein. Ook hij vluchtte in 1933 naar Nederland, net als vele tientallen andere, veelal Joodse regisseurs, producenten, acteurs en revue-artiesten. Voor de muziek en de decors van Bleeke Bet trok Oswald ervaren mede-immigranten aan.
Menig Duits kunstenaar reisde, net als Oswald, na 1933 naar Nederland. Kathinka Dittrich, voormalig directrice van het Amsterdamse Goethe-Institut, heeft in haar boek Achter het doek – Duitse emigranten in de Nederlandse speelfilm in de jaren dertig (1987) beschreven hoe deze immigranten met de nek werden aangekeken. Als ze al aan het werk konden, kregen deze voormalige werknemers van de Ufa-studio’s vaak onervaren mensen naast en boven zich geplaatst. Zo moest routinier Oswald bij Bleeke Bet beleven dat de Nederlander Alex Benno (Benno, die eigenlijk Bonefang heette, was ook van Duitse afkomst!) het co-regisseurschap opeiste.
Nederland leerde in die jaren de kneepjes van het filmvak van producent Rudolf Meyer en van regisseurs als Kurt Gerron, Ludwig Berger en Herman Kosterlitz. Na 1940 liep het lot van de immigranten uiteen. De laatste werd in Amerika beroemd als Henry Koster. Berger wist de bezetting in Amsterdam te doorstaan. Gerron werd in Auschwitz vermoord, terwijl Meyer Auschwitz overleefde. Hij keerde terug naar Nederland en produceerde grote films als Fanfare (1958) en de verzetsfilm De Overval (1962).

## Wetenschappers
Duizenden onderzoekers, professoren, juristen en hun assistenten besloten om te emigreren. Tot 1940 onder anderen naar Nederland maar ook naar Groot-Brittannië en de Verenigde Staten en andere landen waar ze hun bijdrage aan de geallieerde oorlogsindustrie en de overwinning konden leveren. Dit had ingrijpende gevolgen voor de Duitse wetenschap, wetende dat een kwart van de Duitse Nobelprijswinnaars van Joodse afkomst was.